# یوهن هالیچ
یوهن هالیچ (به انگلیسی: Yevhen Halych) (زاده ۱۶ نوامبر ۱۹۹۶) خواننده اوکراینی است.
او عضو گروه او.توروالد است.